# Surinams fodboldforbund
Surinamese Football Association (nederlandsk: Surinaamse Voetbal Bond, udtales [syːrɪˈnaːmsə ˈvutbɑl ˈbɔnt]) er det styrende organ for fodbold i Surinam.